# Concressault
Concressault ist eine französische Gemeinde mit 196 Einwohnern (Stand: 1. Januar 2022) im Département Cher in der Region Centre-Val de Loire. Sie gehört zum Arrondissement Bourges und zum Kanton Sancerre.

## Lage
Concressault liegt an der oberen Sauldre, etwa 53 Kilometer nordnordöstlich von Bourges. Umgeben wird Concressault von den Nachbargemeinden Blancafort im Norden, Barlieu im Osten, Dampierre-en-Crot im Süden sowie Oizon im Südwesten und Westen.

## Bevölkerungsentwicklung
| Jahr                       | 1962 | 1968 | 1975 | 1982 | 1990 | 1999 | 2006 | 2019 |
| Einwohner                  | 298  | 261  | 232  | 216  | 236  | 214  | 224  | 202  |
| Quellen: Cassini und INSEE |      |      |      |      |      |      |      |      |

## Sehenswürdigkeiten
- Kirche Saint-Pierre, seit 2006 Monument historique
- Domäne Le Moulin-Riche aus dem 16. Jahrhundert

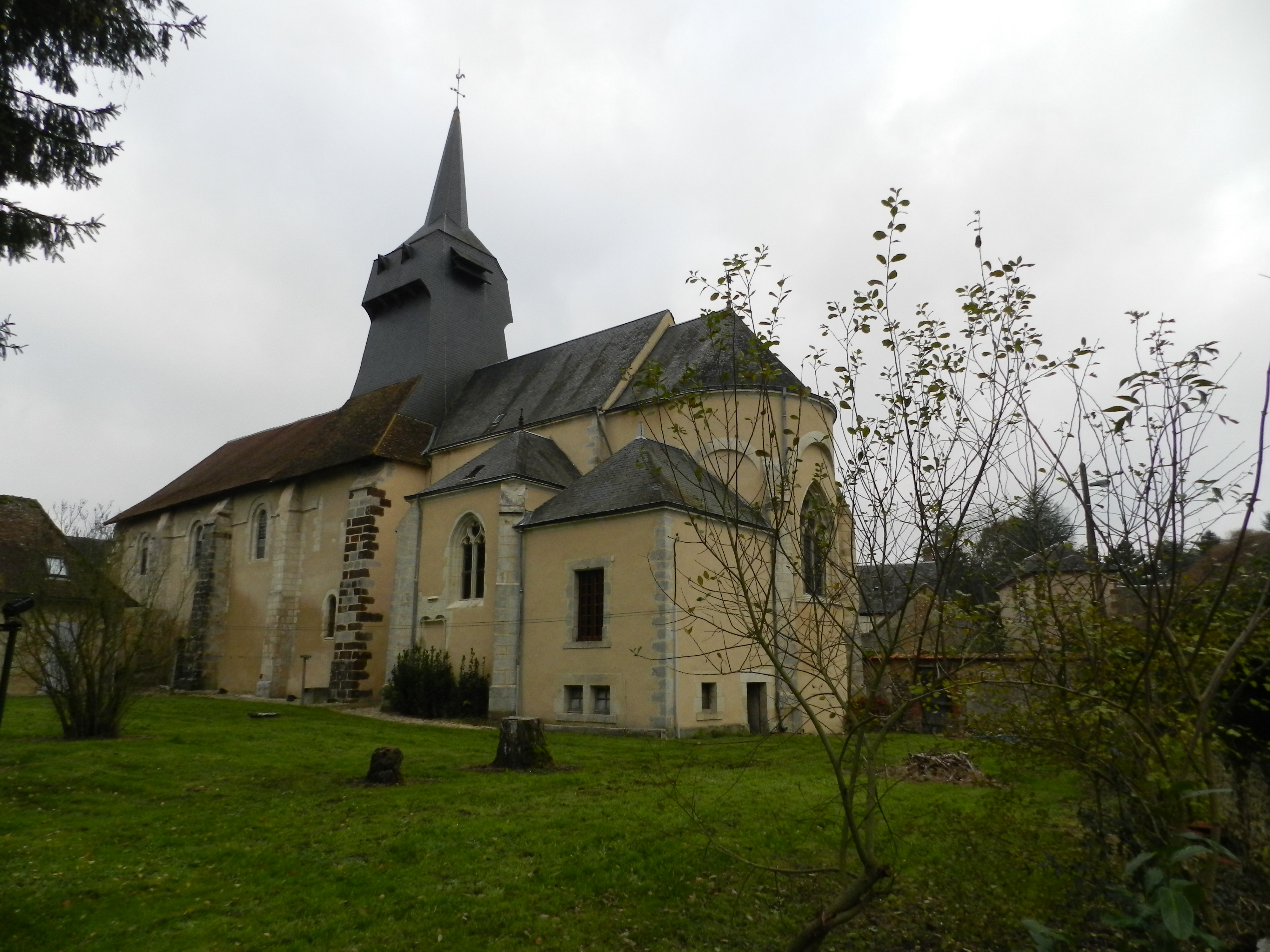
Kirche Saint-Pierre